# تصفيات كأس العالم 1994 – أوروبا المجموعة 2
تألفت المجموعة 2 من ستة من الفرق الـ39 التي دخلت في المنطقة الأوروبية: إنجلترا، وهولندا، والنرويج، وبولندا، وسان مارينو، وتركيا. وتنافست هذه الفرق الستة داخل وخارج المنزل من أجل اثنين من الأماكن الـ12 في البطولة النهائية المخصصة للمنطقة الأوروبية، مع فوز الفريق المتصدر والوصيف بتلك المقاعد.

## الترتيب
| م | الفريق     | لعب | ف | ت | خ | أ.له | أ.ع | أ.ف | نقاط | التأهل                              |     | النرويج | هولندا | إنجلترا | بولندا | تركيا | سان مارينو |
| - | ---------- | --- | - | - | - | ---- | --- | --- | ---- | ----------------------------------- | --- | ------- | ------ | ------- | ------ | ----- | ---------- |
| 1 | النرويج    | 10  | 7 | 2 | 1 | 25   | 5   | +20 | 16   | يتأهل إلى المنافسة النهائية للبطولة |     | —       | 2–1    | 2–0     | 1–0    | 3–1   | 10–0       |
| 2 | هولندا     | 10  | 6 | 3 | 1 | 29   | 9   | +20 | 15   | يتأهل إلى المنافسة النهائية للبطولة |     | 0–0     | —      | 2–0     | 2–2    | 3–1   | 6–0        |
| 3 | إنجلترا    | 10  | 5 | 3 | 2 | 26   | 9   | +17 | 13   |                                     |     | 1–1     | 2–2    | —       | 3–0    | 4–0   | 6–0        |
| 4 | بولندا     | 10  | 3 | 2 | 5 | 10   | 15  | −5  | 8    |                                     | 0–3 | 1–3     | 1–1    | —       | 1–0    | 1–0   |            |
| 5 | تركيا      | 10  | 3 | 1 | 6 | 11   | 19  | −8  | 7    |                                     | 2–1 | 1–3     | 0–2    | 2–1     | —      | 4–1   |            |
| 6 | سان مارينو | 10  | 0 | 1 | 9 | 2    | 46  | −44 | 1    |                                     | 0–2 | 0–7     | 1–7    | 0–3     | 0–0    | —     |            |

## المباريات
| النرويج                                                                             | 10–0  | سان مارينو |
| ----------------------------------------------------------------------------------- | ----- | ---------- |
| ريكدال 4'، 79' · هاله 6'، 53'، 70' · سورلوت 15'، 22' · نيلسن 46'، 67' · ميكلاند 74' | تقرير |            |

| النرويج                        | 2–1   | هولندا      |
| ------------------------------ | ----- | ----------- |
| ريكدال 9' (ركلة.) · سورلوت 78' | تقرير | بيركامب 10' |

| بولندا           | 1–0   | تركيا |
| ---------------- | ----- | ----- |
| توماس فالدوخ 33' | تقرير |       |

| سان مارينو | 0–2   | النرويج                           |
| ---------- | ----- | --------------------------------- |
|            | تقرير | ميني ياكوبسن 7' · يوستاين فلو 19' |

| إنجلترا        | 1–1   | النرويج         |
| -------------- | ----- | --------------- |
| ديفيد بلات 55' | تقرير | شيتل ريكدال 77' |

| هولندا                 | 2–2   | بولندا                                   |
| ---------------------- | ----- | ---------------------------------------- |
| بيتر فان فوسن 43'، 46' | تقرير | مارك كوزمنسكي 19' · فويتشخ كووالتشيك 21' |

| تركيا                                        | 4–1   | سان مارينو     |
| -------------------------------------------- | ----- | -------------- |
| هاكان شوكور 37'، 89' · أورخان 87' · حامي 90' | تقرير | Bacciocchi 53' |

| إنجلترا                                                 | 4–0   | تركيا |
| ------------------------------------------------------- | ----- | ----- |
| بول غاسكوين 16'، 61' · آلان شيرر 28' · ستيوارت بيرس 60' | تقرير |       |

| تركيا    | 1–3   | هولندا                                 |
| -------- | ----- | -------------------------------------- |
| فياض 61' | تقرير | بيتر فان فوسن 57'، 87' · رود خوليت 59' |

| إنجلترا                                                               | 6–0   | سان مارينو |
| --------------------------------------------------------------------- | ----- | ---------- |
| ديفيد بلات 13'، 24'، 67'، 83' · كارلتون بالمر 78' · ليس فيرديناند 86' | تقرير |            |

| هولندا                                                | 3–1   | تركيا            |
| ----------------------------------------------------- | ----- | ---------------- |
| مارك أوفرمارس (لاعب كرة قدم) 4' · روب ويتشجه 37'، 57' | تقرير | فياض 36' (ركلة.) |

| سان مارينو | 0–0   | تركيا |
| ---------- | ----- | ----- |
|            | تقرير |       |

| هولندا | 6–0   | سان مارينو |
| --- | ----- | ---------- |
| جون فان دين بروم 2' · كانتي 29' (ه.ذ.) · جون دي ولف 52'، 85' · رونالد دي بور 68' (ركلة.) · بيتر فان فوسن 78' | تقرير |            |

| تركيا | 0–2   | إنجلترا                         |
| ----- | ----- | ------------------------------- |
|       | تقرير | ديفيد بلات 7' · بول غاسكوين 45' |

| إنجلترا                       | 2–2   | هولندا                                        |
| ----------------------------- | ----- | --------------------------------------------- |
| جون بارنس 2' · ديفيد بلات 23' | تقرير | دينيس بيركامب 34' · بيتر فان فوسن 85' (ركلة.) |

| النرويج                                              | 3–1   | تركيا    |
| ---------------------------------------------------- | ----- | -------- |
| ريكدال 14' (ركلة.) · فيورتوفت 17' · ميني ياكوبسن 55' | تقرير | فياض 57' |

| بولندا     | 1–0   | سان مارينو |
| ---------- | ----- | ---------- |
| فورتوك 70' | تقرير |            |

| سان مارينو | 0–3   | بولندا                             |
| ---------- | ----- | ---------------------------------- |
|            | تقرير | Leśniak 52'، 80' · K. Warzycha 56' |

| بولندا       | 1–1   | إنجلترا       |
| ------------ | ----- | ------------- |
| Adamczuk 36' | تقرير | إيان رايت 84' |

| النرويج                              | 2–0   | إنجلترا |
| ------------------------------------ | ----- | ------- |
| أويفيند ليونهاردسين 43' · بوهينن 48' | تقرير |         |

| هولندا | 0–0   | النرويج |
| ------ | ----- | ------- |
|        | تقرير |         |

| إنجلترا                                               | 3–0   | بولندا |
| ----------------------------------------------------- | ----- | ------ |
| ليس فيرديناند 5' · بول غاسكوين 49' · ستيوارت بيرس 53' | تقرير |        |

| النرويج         | 1–0   | بولندا |
| --------------- | ----- | ------ |
| يوستاين فلو 55' | تقرير |        |

| سان مارينو | 0–7   | هولندا                                                                                     |
| ---------- | ----- | ------------------------------------------------------------------------------------------ |
|            | تقرير | جون بوسمان 1'، 66'، 76' · فيم يونك 21'، 43' · رونالد دي بور 51' · رونالد كومان 79' (ركلة.) |

| هولندا                               | 2–0   | إنجلترا |
| ------------------------------------ | ----- | ------- |
| رونالد كومان 61' · دينيس بيركامب 68' | تقرير |         |

| بولندا | 0–3   | النرويج                            |
| ------ | ----- | ---------------------------------- |
|        | تقرير | فلو 61' · فيورتوفت 63' · يونسن 89' |

| تركيا                   | 2–1   | بولندا               |
| ----------------------- | ----- | -------------------- |
| شوكور 52' · كوركماز 67' | تقرير | فويتشخ كووالتشيك 18' |

| تركيا                 | 2–1   | النرويج    |
| --------------------- | ----- | ---------- |
| أرطغرل ساغلام 5'، 26' | تقرير | بوهينن 48' |

| بولندا      | 1–3   | هولندا                                     |
| ----------- | ----- | ------------------------------------------ |
| Leśniak 14' | تقرير | دينيس بيركامب 10'، 56' · رونالد دي بور 88' |

| سان مارينو   | 1–7   | إنجلترا                                                              |
| ------------ | ----- | -------------------------------------------------------------------- |
| غوالتييري 1' | تقرير | إيان رايت 34'، 46'، 78'، 90' · بول آينس 22'، 73' · ليس فيرديناند 38' |

## الهدافون
7 أهداف
| - ديفيد بلات |

6 أهداف
| - بيتر فان فوسن |

5 أهداف
| - إيان رايت | - دينيس بيركامب | - شيتل ريكدال |

4 أهداف
| - بول غاسكوين |

3 أهداف
| - ليس فيرديناند - جون بوسمان - رونالد دي بور | - يوستاين فلو - غونار هاله - يوران سورلوت | - ماريك ليسنياك - فياض أوجار - هاكان شوكور |

هدفين
| - بول آينس - ستيوارت بيرس - جون دي ولف - فيم يونك | - رونالد كومان - روب ويتشجه - لارش بوهينن - يان أوغه فيورتوفت | - ميني ياكوبسن - روغر نيلسن - فويتشخ كووالتشيك - أرطغرل ساغلام |

هدف واحد
| - جون بارنس - كارلتون بالمر - آلان شيرر - رود خوليت - مارك أوفرمارس - جون فان دين بروم - روني يونسن | - أويفيند ليونهاردسين - إريك ميكلاند - داريوش أدامتشوك - مارك كوزمنسكي - يان فورتوك - توماس فالدوخ - Krzysztof Warzycha | - دافيدي غوالتييري - Nicola Bacciocchi - بولنت كوركماز - حامي مانديرالي - أورخان جيكيريكجي |

هدف ذاتي واحد
| - Nicola Bacciocchi (لعب ضد هولندا) |